# Francosuchus
Francosuchus — сомнительный род, вероятно, базальных фитозавров, известных из позднего триаса (поздний карнийский период ) в Баварии, на юге Германии. Он был назван Оскаром Куном в 1933 году, а типовой вид — Francosuchus broilii. В той же статье Кун также назвал второй вид Francosuchus latus. Оба вида были известны исключительно по их голотипам, двум частичным черепам, хранившимся в Баварской государственной коллекции палеонтологии и геологии. Оба образца были собраны в карьере Эбрах, пласт № 13 из позднекарнийской породы Блазенсандштейн формации Хассберг. Поскольку голотипы были уничтожены во время Второй мировой войны и плохо задокументированы, Francosuchus и его виды обычно считаются nomina dubia. 
Кун (1936) описал и назвал третий вид этого рода, Francosuchus angustifrons , на основе другого черепа из того же карьера, слой № 9  bransoni (типовой вид Paleorhinus ), и филогенетический анализ фитозавров на уровне видов показал, что эти виды являются сестринскими таксонами.  Фридрих фон Хьюне (1939) описал и назвал четвертый вид, Francosuchus trauthi. Он был синонимом Палеорхина, но повторное описание вида Батлером (2013) не обнаружило доказательств в поддержку синонимии или даже идентификации фитозавров. Хотя он основан исключительно на фрагменте трибуны «Ф» . trauthi обладает уникальной комбинацией признаков, отличающих его от всех других триасовых четвероногих . Таким образом, он был переназначен новому роду Dolerosaurus, относящемуся к Tetrapoda Incertae sedis.